# 太祖獨戰四十人
「太祖獨戰四十人」は、『滿洲實錄』にみえる明万暦13年1585の戦役。
建州女直酋長ヌルハチ (後の清太祖) は仇敵・尼堪外蘭ニカン･ワイランの拠る鵞爾渾オルホン城に侵攻したが、城内にニカン･ワイランの影はなかった。攻城戦の最中、ヌルハチは城外を逃げ去る40人の疑わしき一行を単独で追撃し、負傷しながらも撃攘した。その後、明側はヌルハチの再三の要求に応えてニカン･ワイランを捕え、逃げ場を失ったニカン･ワイランの首を刎ねたヌルハチは遂に祖父の仇を討った。

## 経緯
明万暦13年1585旧暦9月、ヌルハチはスクスフ･ビラ部の安土瓜爾佳アントゥ･グァルギャ城を攻略して城主・諾謨琿ノムホンを斬殺し、翌14年1586 5月には、渾河フネヘ部の播一混山寨ボイホン･シャンチンを攻略した。
同年7月、ヌルハチはさらに哲陳ジェチェン部の托漠河トモホ城に進攻した。雷雨に遭い、二人が雷電にあたって死亡した為、やむなく撤退したが、その後、再び招降を試み、同城を制圧した。

### 太祖獨リ四十人ト戰フ

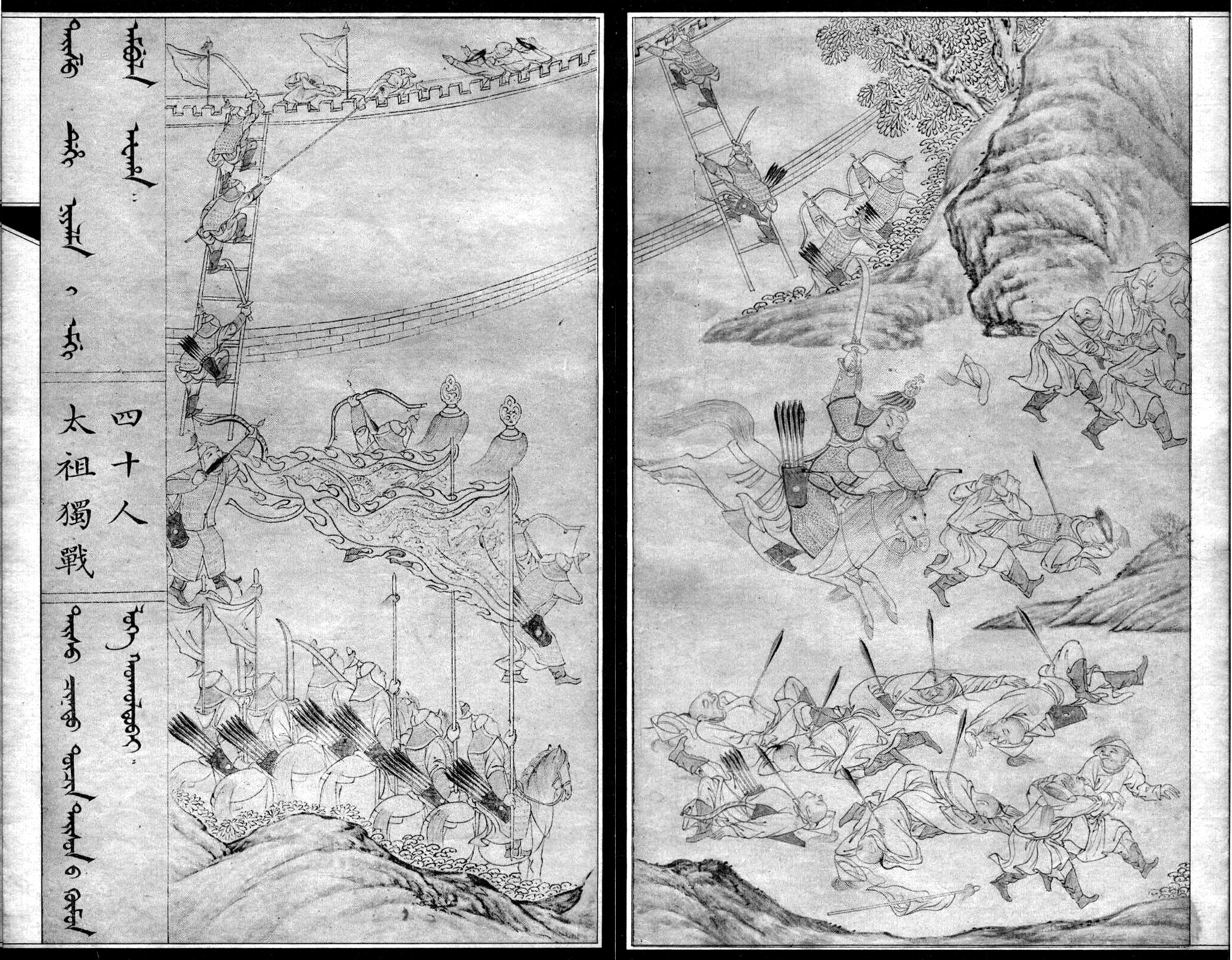
左上：オルホン城/ 右：ヌルハチ (『滿洲實錄』巻2「太祖獨戰四十人」)

トモホ城を奪取したヌルハチは、その足で仇敵ニカン･ワイランを征討しようと、星の瞬く闇夜を兵を率い、相隣る諸部を経て鵞爾渾オルホン城に向かったが、城内に肝心のニカン･ワイランの影はなかった。
復讐に逸る気持ちを抑えるヌルハチは攻城戦の最中、城外にいた40餘人の群れがヌルハチ一行をみるや慌てて逃げてゆくなかに、青い綿甲を着、毛氈の帽子を被った男がいるのをみとめた。その人物をニカン･ワイランと思い込んだヌルハチは、時ぞいたれると逃げゆく群衆に向かって単身つっこんでいった。ところが、群衆はヌルハチを返り討ちにせんとばかり一斉に矢を放ち、その内の一本はヌルハチの胸から肩を貫いた。ヌルハチは30箇所に創痍を負いながらも八人を射殺し、一人を斬り殺し、のこりの者は去っていった。
オルホン城内に戻ったヌルハチは城内にいた漢人19人を殺し、さらに矢が刺さり負傷している者六名をみつけて捕えると、その矢を体内に深く捩じ込みながら、明の辺塞への言伝てを命じ、凄んで言った。
```
尼堪外蘭を執へ送れ。然らずんば、且
まさ
に兵を興し明を征
う
たむとす。
```

(ニカン･ワイランを捕えて引き渡せ。さもなくば明を討つ。) その者が出ていくのをみとどけたヌルハチは、兵を率いて撤収した。

### 齋薩尼堪外蘭ノ首ヲ獻ズ

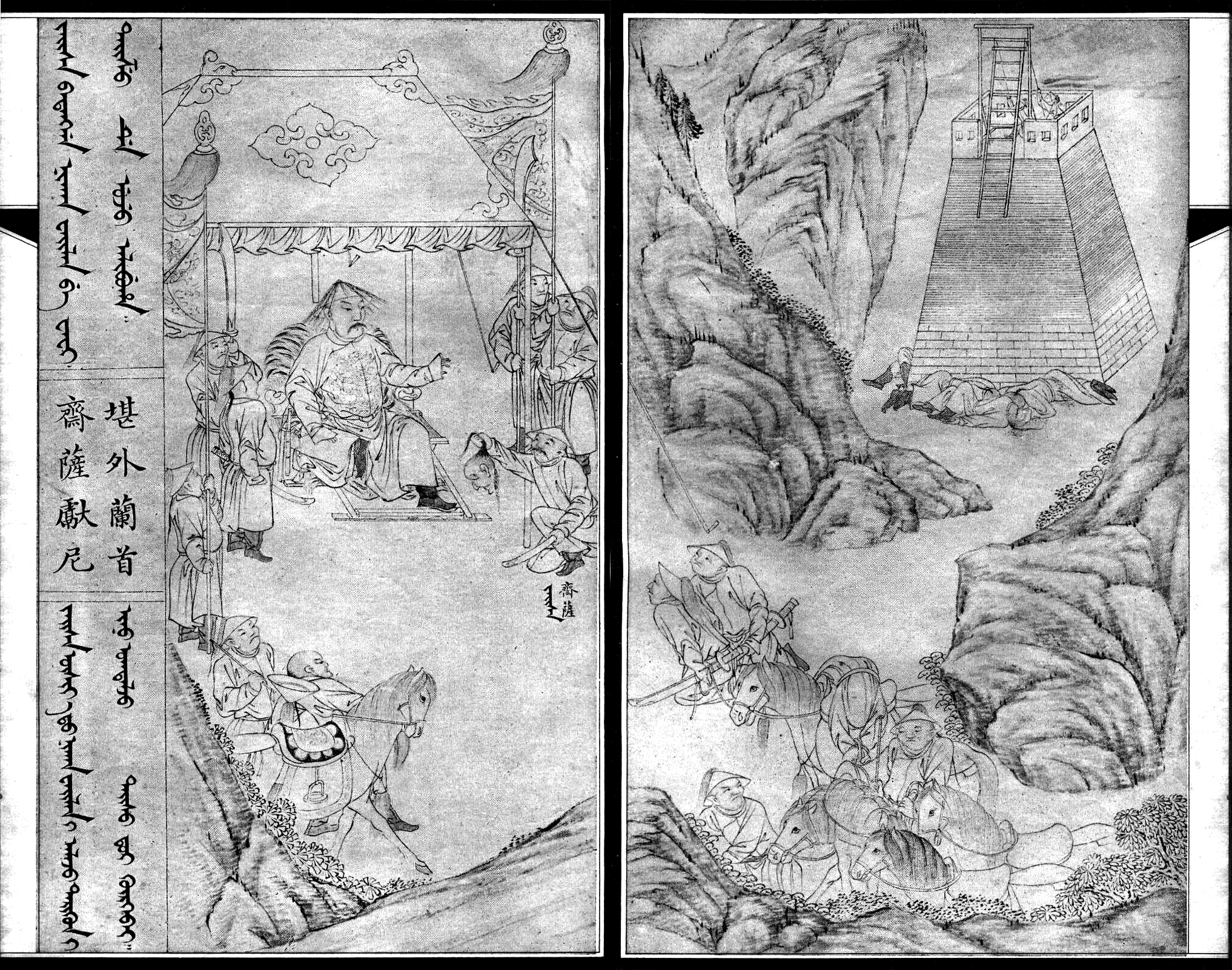
左：ヌルハチ^{中央}、ジャイサ^{右端} (『滿洲實錄』巻2「齋薩獻尼堪外蘭首」)

ニカン･ワイランを引き渡せと要求するヌルハチに対し、明側は使者を派遣し返答をよこして曰く、
```
尼堪外蘭既に我に歸したれば、豈に便
すなは
ち執へて送らんや。爾
なむぢ
自ら來て之を殺すは可なり。
```

(帰順している者を捕えて送り届ける道理はない。捕えてその場で殺す分には構わん) と。よもや、ニカン･ワイランを餌に誘き寄せようという心算りにやと疑るヌルハチに、明側は再び使者を派遣して曰く、
```
親
みづか
ら往かず、少き兵を以て來なば、即ち執へて汝に與へむ。
```

(代りの者に少数の兵をもたせて派遣すれば、その者にニカンの身柄を渡そう。) そこでヌルハチは、齊薩ジャイサという者に命じて40人の兵とともにニカン･ワイランの身柄引き取りに向かわせた。ニカンはそれをみるや臺うてな(楼臺) の上へ逃げようとしたが、梯子がすでにとりはらわれていてのぼられず、その場で明兵に獲り押さえられ、ジャイサの手で誅殺された。明はこれ以降、銀800両と蟒緞15疋を毎年ヌルハチに贈り、両者は和解した。

## 脚註

### 典拠
1. ↑  “乙酉歲萬曆13年1585 9月1日段297”. 太祖高皇帝實錄. 2
2. ↑  “乙酉歲萬曆13年1585 9月段31”. 滿洲實錄. 2
3. ↑  “丙戌歲萬曆14年1586 5月1日段298-299”. 太祖高皇帝實錄. 2
4. ↑  “丙戌歲萬曆14年1586 5月段32”. 滿洲實錄. 2
5. 1 2 3 4 5 6  “丙戌歲萬曆14年1586 7月1日段300-301”. 太祖高皇帝實錄. 2
6. 1 2 3 4 5  “丙戌歲萬曆14年1586 7月段33”. 滿洲實錄. 2
7. ↑  “城池4 齊齊哈爾境內歷代舊有城池 (鄂勒歡城)”. 欽定盛京通志 (増補本). 32. 燕京大學圖書館 (Harvard Univ. Lib.) 所蔵. p. 2. "鄂勒歡國語解見吉林山川卷。城西南三十餘里。周圍二里。尼堪外蘭所築。我太祖高皇帝癸未年征尼堪外蘭撫降之。"
8. ↑  “丙戌歲萬曆14年1586 7月段34”. 滿洲實錄. 2

### 註釈
1. ↑  「太祖獨戰四十人」(書き下し：太祖四十人と獨戰す, 拼音：tàizǔ dúzhàn sìshí rén)
2. ↑  『滿洲實錄』が「諾謨琿nomhon」とする一方、『太祖高皇帝實錄』では「諾一莫混」としている。翌年の戦役の地「播一混寨」にひきずられたか。
3. ↑  實錄中には、ニカン･ワイランがオルホン城からどこへ行ったかの記載がない為、ニカン･ワイラン最期の地についても詳かでない。後述の通り「臺」とある為、明辺塞のどこかの堡壘だった可能性が高い。
4. ↑  「蟒」は一種の蛇。「緞」は緞子ドンス。「蟒緞」は従って蛇の図案が描かれた緞子の意で、明朝が功績のあった臣下に与える褒美の一種。「蟒」の爪は官位によって本数が定められていたとされる。
5. ↑  「蟒緞十五疋(/匹)」。「疋(/匹)」は反物の長さの単位で、ふるくは4丈に相当したとされるが、時代によって変動あり。

## 文献

### 實錄
＊中央研究院歴史語言研究所
『清實錄』
- 編者不詳『滿洲實錄』乾隆46年1781 (漢) 
  - 『ᠮᠠᠨᠵᡠ ᡳ ᠶᠠᡵᡤᡳᠶᠠᠨ ᡴᠣᠣᠯᡳmanju i yargiyan kooli』乾隆46年1781 (満) ＊今西春秋訳版
    - 今西春秋『満和蒙和対訳 満洲実録』刀水書房, 昭和13年1938訳, 1992年刊
- 覚羅氏勒德洪『太祖高皇帝實錄』崇徳元年1636 (漢)

### 史書
- 稻葉岩吉『清朝全史』上巻, 早稲田大学出版部, 大正3年1914
- 趙爾巽『清史稿』清史館, 民国17年1928 (漢) ＊中華書局版
- 孟森『清朝前紀』民国19年1930 (漢) ＊商務印書館版

### 地理書
- 章佳氏阿桂『欽定盛京通志 (増補本)』四庫全書, 乾隆49年1784 (漢) ＊Harvard Univ. Lib.所蔵
- 白鳥庫吉 監修, 松井等, 箭内亙, 稻葉岩吉 撰『滿洲歷史地理』巻2, 南満洲鉄道株式会社, 大正31914

### 論文
- 『明治大学人文科学研究所年報』巻30 (1989) 神田「後金国の山城・都城の研究」
- 『満族史研究』号5 (2006) 承 志, 杉山 清彦「明末清初期マンジュ・フルン史蹟調査報告-2005年遼寧・吉林踏査行」

### Web
- 栗林均「モンゴル諸語と満洲文語の資料検索システム」東北大学
- 「明實錄、朝鮮王朝実録、清實錄資料庫」中央研究院歴史語言研究所 (台湾)